# A Story of Healing
Pour plus de détails, voir Fiche technique et Distribution.
A Story of Healing est un film documentaire américain réalisé par Donna Dewey et Carol Pasternak en 1997.

## Synopsis
A Story of Healing (une histoire de guérison) est un film documentaire de 33 minutes dans lequel on suit cinq infirmières, quatre anesthésistes et trois chirurgiens esthétiques lors d’une mission bénévole de deux semaines au delta du Mékong au Viêt Nam.

## Producteur
Le film est produit par Interplast, une organisation internationale fondée en 1969 qui organise des opérations de réparation plastique gratuites dans les pays en développement, en particulier les enfants atteints de becs-de-lièvre et de malformations du palais.

## Distribution
Le film est aujourd'hui distribué sous licence Creative Commons by-nc-nd en version originale et sous-titrée en français.